# Eurovijesti
Studio 4 su informativna emisija koja se emitira svakoga dana na HTV 4. U trajanju od svega pet minuta, Eurovijesti donose pregled dnevnih događanja iz Europske unije. Termin Eurovijesti mijenjao se od početka emitiranja, a od rujna 2014. godine, novo se izdanje prikazuje u 15:05, dok se repriziraju nekoliko puta tijekom dana. Eurovijesti su se počele emitirati u siječnju 2014. godine, a uređuje ih više novinara HRT-a.

## Vanjske poveznice
- Hrvatska radiotelevizija – službene stranice
- Facebook: Eurovijesti